# Robert Kiesel
Robert Allan (Bob) Kiesel (Sacramento, 30 augustus 1911 - Boise, 6 augustus 1993) was een Amerikaans atleet, die bekend werd door als lid van de Amerikaanse 4 x 100 m estafetteploeg goud te winnen op de Olympische Zomerspelen 1932 in Los Angeles.

## Loopbaan
Als student aan de Universiteit van Californië won Kiesel zowel de 100 en 200 m als de 220 yd bij de Intercollegiate Association of Amateur Athletes of America in 1932.
Tijdens de winnende wedstrijd op de Olympische Spelen liep Kiesel de eerste 100 meter van de estafette, die uiteindelijk door de Amerikaanse ploeg, verder bestaand uit Emmett Toppino, Hector Dyer en Frank Wykoff, werd gewonnen in de wereldrecordtijd van 40,0 s.

## Titels
- Olympisch kampioen 4 x 100 m - 1932
- IC4A-kampioen 100 m - 1934
- IC4A-kampioen 220 yd - 1932
- IC4A-kampioen 200 m - 1934

## Persoonlijk record
| Onderdeel | Prestatie | Jaar |
| --------- | --------- | ---- |
| 100 m     | 10,64 s   | 1934 |

## Palmares

### 100 m
- 1934:  IC4A-kamp. - 10,6 s

### 200 m
- 1934:  IC4A-kamp. - 21,15 s

### 220 yd
- 1932:  IC4A-kamp. - 21,39 s

### 4 x 100 m estafette
- 1932:  OS - 40,0 s (WR)

1912: Jacobs, Macintosh, d'Arcy, Applegarth ·
1920: Paddock, Scholz, Murchison, Kirksey ·
1924: Clarke, Hussey, Leconey, Murchison ·
1928: Wykoff, Quinn, Borah, Russell ·
1932: Kiesel, Toppino, Dyer, Wykoff ·
1936: Owens, Metcalfe, Draper, Wykoff ·
1948: Ewell, Wright, Dillard, Patton ·
1952: Smith, Dillard, Remigino, Stanfield ·
1956: Murchison, King, Baker, Morrow ·
1960: Cullmann, Hary, Mahlendorf, Lauer ·
1964: Drayton, Ashworth, Stebbins, Hayes ·
1968: Greene, Pender, Smith, Hines ·
1972: Black, Taylor, Tinker, Hart ·
1976: Glance, Jones, Hampton, Riddick ·
1980: Moeravjov, Sidorov, Prokofjev, Aksinin ·
1984: Graddy, Brown, Smith, Lewis ·
1988: Bryzgin, Krylov, Moeravjov, Savin ·
1992: Marsh, Burrell, Mitchell, Lewis ·
1996: Esmie, Gilbert, Surin, Bailey ·
2000: Drummond, Williams, Lewis, Greene ·
2004: Gardener, Campbell, Devonish, Lewis-Francis ·
2008: Bledman, Burns, Callender, Thompson ·
2012: Carter, Frater, Blake, Bolt ·
2016: Powell, Blake, Ashmeade, Bolt ·
2020: Desalu, Jacobs, Patta, Tortu ·
2024: Brown, Blake, Rodney, De Grasse